# Mario Olguín
Mario Antonio Olguín Lago (Valparaíso, 16 de octubre de 1952) es un matemático, músico y compositor chileno, conocido principalmente por ser el fundador y vocalista de Beatlemania, agrupación musical que lidera desde 1989 y que fuera galardonada con Gaviota de Plata en el XXXIV Festival Internacional de la Canción de Viña del Mar en 1993.
Actualmente, su banda es una de las más reconocidas en Chile y Latinoamérica, con más de 35 años de trayectoria ininterrumpida interpretando en vivo la música de The Beatles.
Olguín fue también productor y conductor del programa “Beatlemania", espacio dedicado a la historia de The Beatles, que fue transmitido en dos canales de la televisión chilena, en 1999 y 2000 respectivamente.
Paralelo a esta actividad musical, en 1997 realizó el primer Beatles Tour a Inglaterra llevando seguidores de Los Beatles a Londres y a Liverpool a peregrinar por lugares icónicos en la historia de la mítica banda inglesa.
A la fecha ya ha realizado 24 viajes y ha llevado a Inglaterra, sobre las 300 personas de diferentes países de América y Europa.
A partir del 2020 empezó a grabar y publicar en You Tube canciones de su autoría.
Sin dejar a Beatlemania, a finales de 2021 creó a Los Bestones, banda formada en su mayoría por integrantes de la Agrupación Beatlemania y que participa en los arreglos de sus canciones y en la perfomance en vivo de ellas.
A comienzos del 2024, las ya más de cinco canciones, que por iniciativa personal había publicado en YouTube, despertaron el interés del productor musical uruguayo Alfonso Carbone, precursor del rock en su país, ex director de Warner Music, Feria Music, Plaza Independencia y La Oreja quien finalmente se convirtió en su productor discográfico.
El 2 de agosto de 2024 su primer single oficial, London City , es subido a las plataformas digitales, bajo el nombre de Mario Olguín & Los Bestones.
A principios de 2025, al alero del sello discográfico BESTON MUSIC, Olguín lanza Gimme Gimme Love, un nuevo tema, en un estilo pop rock 
En julio de 2025, junto a Los Bestones, lanza su tercer single oficial, Sultan, canción en español, dedicada a un perro, cuya partida lo inspira a escribir, develando así su faceta de compositor.

## Biografía

### Primeros años
Mario Olguín nació el 16 de octubre de 1952 en Valparaíso, y creció en Villa Alemana en un ambiente en el que la música era parte de la familia. Su padre era ingeniero y cantante de ópera aficionado.
Sus influencias musicales más fuertes, incluyeron a Los Iracundos y posteriormente a Los Beatles.

### Formación
Estudió Ingeniería en la Universidad Católica de Valparaíso, y en 1976, cursa un Magíster en Matemática en la Universidad de Santiago y posteriormente un postgrado, en la Facultad de Ciencias de la Universidad de Chile, en 1980.

### Carrera Profesional
Desde 1977 hasta 1981, fue profesor de Matemáticas en la Universidad Católica de Valparaíso. A mediados de 1981 y hasta 1987, se desempeñó como Analista de Sistemas del CIREN de CORFO. A comienzos de 1988, ingresó como Jefe de Informática del Servicio Médico de CONSALUD, cargo que ejerció hasta el año 1989. Por aquel entonces, alternaba su trabajo en el mundo de la informática con su afición por la música.

### Carrera artística
Sus primeros pasos musicales, ya de manera profesional, comenzaron con la formación de su propia banda, y a mediados de 1989 fundó Beatlemania.  A partir de  entonces se consagró por completo a la música.
Olguín comenzó a realizar las primeras giras internacionales, en 1992, presentándose, junto a su agrupación, en Argentina, Bolivia, Paraguay y Perú.
En 1993, fueron invitados al XXXIV Festival Internacional de la Canción de Viña del Mar, en donde se presentaron en dos oportunidades, siendo galardonados con Gaviota de Plata.
Al año siguiente, en octubre de 1994, se presentaron en Miami, Estados Unidos, en  el programa de televisión Sábado Gigante Internacional.
El primer viaje a Inglaterra, lo realiza junto a sus músicos, en 1997, para ofrecer un concierto en el Cavern Club de Liverpool, el cual fuera organizado por Allan Williams, primer mánager de The Beatles.
Desde 1997, Olguín está llevando a Beatles Fans a Inglaterra, a peregrinar por los lugares que marcaron la historia de Los Beatles en Londres y Liverpool.
Incursiona en la televisión chilena, como productor y conductor del programa “Beatlemania”, que fuera transmitido, en el año 1999 y 2000, por el Canal 2 Rock & Pop y UCV Televisión respectivamente. Programa en el que relataba la historia de The Beatles, y comentaba sobre lugares icónicos en la historia de la mítica banda inglesa.
En 2009, Olguín forma un Ensamble Sinfónico Beatles, con jóvenes apasionados por la música de The Beatles que ya contaban con una sólida formación musical en instrumentos clásicos, quienes se presentan junto a su banda, en importantes escenarios de la capital chilena.
En 2012, realizó la primera de cuatro giras, en Chile, con Pete Best, baterista original de The Beatles, entre 1960 y 1962. Posteriormente, realizaría nuevas giras en 2013, 2015 2017 y 2024.
En los últimos años, también ha dado a conocer algunas de sus propias composiciones como artista en solitario. En 2020, publica, en la Fanpage de Beatlemania, su primer disco solista “Sultán”, canción dedicada a un perro. El segundo sencillo, “London City”,también lo publica, ese mismo año, en la Fanpage de Beatlemania. London City, es una canción escrita en inglés, que describe tradiciones, personajes y lugares icónicos de Londres.
Posteriormente, a principios de 2022, produce nuevas canciones que también interpreta junto a su nueva banda Los Bestones, proyecto paralelo a Beatlemania. Al igual que las anteriores, todas son composiciones, hasta ese momento, son producidas en su casa y publicadas en la Fanpage de Beatlemania.
| Cuando escribo, busco sonidos en las palabras más que contenidos, soy músico no un poeta ni un escritor. Una vez que tengo los sonidos adecuados, reemplazo esas vibraciones por palabras que tengan algún sentido, pero no me preocupa si no lo tienen, lo que me interesa es que su sonido guste. Millones de gentes en el mundo se enamoraron de las canciones de Los Beatles sin tener idea qué decían sus letras, entre ellos, yo. —Mario Olguín |

En agosto de 2024, de la mano de Alfonso Carbone, productor musical uruguayo, ex director de Warner Music, finalmente, London City es publicada en diversas plataformas digitales. Carbone, experto en música anglo y que además vivió en Londres comenta: 
“Mario en esta canción describe en forma magistral la esencia de Londres y, con una armonía, melodía, arreglos y sonido que recuerda a grandes bandas británicas”.
Posteriormente, a principios de 2025, al alero del sello discográfico BESTON MUSIC, Olguín lanza un nuevo sencillo, Gimme Gimme Love, una canción en un estilo pop rock que destaca por sus influencias Beatles, con una guitarra al puro estilo Harrison y un arreglo de cuerdas a lo «Eleanor Rigby», creado por Tommy Olmedo, guitarrista de Los Bestones.
En julio de 2025, nuevamente junto a Los Bestones, estrena su tercer single oficial, Sultan, canción en español dedicada a un perro que lo acompañó durante 15 años, y cuya partida lo inspiró a escribir, dándo inicio, sin saberlo, a su carrera de compositor.
“Sultán fue la primera canción que escribí en mi vida, en momentos en que no pensé que podía escribir una canción, pero lo hice.”